# João Mário (calciatore 2000)
João Mário Neto Lopes, noto semplicemente come João Mário (São João da Madeira, 3 gennaio 2000), è un calciatore portoghese, difensore della Juventus.

## Caratteristiche tecniche
È un terzino destro nato ala offensiva, utilizzabile anche sulla fascia opposta.

## Carriera

### Club
Cresciuto nel settore giovanile del Porto, debutta in prima squadra il 15 luglio 2020 in occasione dell'incontro di Primeira Liga vinto 2-0 contro lo Sporting Lisbona. Il 25 novembre seguente gioca il suo primo incontro di Champions League, subentrando nel match della fase a gironi vinto 2-0 contro l'Olympique Marsiglia. Conclude la sua esperienza con i Dragões dopo sei stagioni, in cui ha collezionato 181 presenze e 5 reti. 
Il 24 luglio 2025 viene acquistato a titolo definitivo dalla Juventus, con cui sottoscrive un accordo valido fino al 30 giugno 2030.

### Nazionale
Esordisce in nazionale maggiore nel successo per 0-2 in casa del Liechtenstein il 16 novembre 2023.

## Statistiche

### Presenze e reti nei club
Statistiche aggiornate al 24 luglio 2025.
| Stagione        | Squadra         | Campionato      | Campionato | Campionato | Coppe nazionali | Coppe nazionali | Coppe nazionali | Coppe continentali | Coppe continentali | Coppe continentali | Altre coppe | Altre coppe | Altre coppe | Totale | Totale | Totale |
| Stagione        | Squadra         | Comp            | Pres       | Reti       | Comp            | Pres            | Reti            | Comp               | Pres               | Reti               | Comp        | Pres        | Reti        | Pres   | Reti   |        |
| --------------- | --------------- | --------------- | ---------- | ---------- | --------------- | --------------- | --------------- | ------------------ | ------------------ | ------------------ | ----------- | ----------- | ----------- | ------ | ------ | ------ |
| 2018-2019       | Porto B         | LdH             | 17         | 4          | -               | -               | -               | -                  | -                  | -                  | -           | -           | -           | 17     | 4      |        |
| 2019-2020       | Porto B         | LdH             | 18         | 0          | -               | -               | -               | -                  | -                  | -                  | -           | -           | -           | 18     | 0      |        |
| 2020-2021       | Porto B         | LdH             | 4          | 1          | -               | -               | -               | -                  | -                  | -                  | -           | -           | -           | 4      | 1      |        |
| Totale Porto B  | Totale Porto B  | Totale Porto B  | 39         | 5          |                 | -               | -               |                    | -                  | -                  |             | -           | -           | 39     | 5      |        |
| 2019-2020       | Porto           | PL              | 2          | 0          | CP+CdL          | 0               | 0               | -                  | -                  | -                  | -           | -           | -           | 2      | 0      |        |
| 2020-2021       | Porto           | PL              | 14         | 2          | CP+CdL          | 3+2             | 0               | UCL                | 2                  | 0                  | -           | -           | -           | 21     | 2      |        |
| 2021-2022       | Porto           | PL              | 28         | 0          | CP+CdL          | 3+0             | 0               | UCL+UEL            | 4+4                | 0                  | -           | -           | -           | 39     | 0      |        |
| 2022-2023       | Porto           | PL              | 18         | 1          | CP+CdL          | 3+6             | 0               | UCL                | 5                  | 0                  | SP          | 1           | 0           | 33     | 1      |        |
| 2023-2024       | Porto           | PL              | 27         | 2          | CP+CdL          | 7+1             | 0               | UCL                | 8                  | 0                  | SP          | 1           | 0           | 44     | 2      |        |
| 2024-2025       | Porto           | PL              | 27         | 0          | CP+CdL          | 1+2             | 0               | UEL                | 8                  | 0                  | SP+Cmc      | 1+3         | 0           | 42     | 0      |        |
| Totale Porto    | Totale Porto    | Totale Porto    | 116        | 5          |                 | 28              | 0               |                    | 31                 | 0                  |             | 6           | 0           | 181    | 5      |        |
| 2025-2026       | Juventus        | A               | -          | -          | CI              | -               | -               | UCL                | -                  | -                  | -           | -           | -           | -      | -      |        |
| Totale carriera | Totale carriera | Totale carriera | 152        | 9          |                 | 28              | 0               |                    | 31                 | 0                  |             | 6           | 0           | 220    | 9      |        |

### Cronologia presenze e reti in nazionale
| Cronologia completa delle presenze e delle reti in nazionale ― Portogallo | Cronologia completa delle presenze e delle reti in nazionale ― Portogallo | Cronologia completa delle presenze e delle reti in nazionale ― Portogallo | Cronologia completa delle presenze e delle reti in nazionale ― Portogallo | Cronologia completa delle presenze e delle reti in nazionale ― Portogallo | Cronologia completa delle presenze e delle reti in nazionale ― Portogallo | Cronologia completa delle presenze e delle reti in nazionale ― Portogallo | Cronologia completa delle presenze e delle reti in nazionale ― Portogallo |
| Data                                                                      | Città                                                                     | In casa                                                                   | Risultato                                                                 | Ospiti                                                                    | Competizione                                                              | Reti                                                                      | Note                                                                      |
| ------------------------------------------------------------------------- | ------------------------------------------------------------------------- | ------------------------------------------------------------------------- | ------------------------------------------------------------------------- | ------------------------------------------------------------------------- | ------------------------------------------------------------------------- | ------------------------------------------------------------------------- | ------------------------------------------------------------------------- |
| 16-11-2023                                                                | Vaduz                                                                     | Liechtenstein                                                             | 0 – 2                                                                     | Portogallo                                                                | Qual. Euro 2024                                                           | -                                                                         | 87’                                                                       |
| 19-11-2023                                                                | Lisbona                                                                   | Portogallo                                                                | 2 – 0                                                                     | Islanda                                                                   | Qual. Euro 2024                                                           | -                                                                         | 62’                                                                       |
| 21-3-2024                                                                 | Guimaraes                                                                 | Portogallo                                                                | 5 – 2                                                                     | Svezia                                                                    | Amichevole                                                                | -                                                                         | 82’                                                                       |
| Totale                                                                    |                                                                           | Presenze                                                                  | 3                                                                         |                                                                           | Reti                                                                      | 0                                                                         |                                                                           |

## Palmarès

### Competizioni giovanili
- UEFA Youth League: 1

Porto: 2018-2019

### Competizioni nazionali
- Campionato portoghese: 2

Porto: 2019-2020, 2021-2022
- Coppa del Portogallo: 4

Porto: 2019-2020, 2021-2022, 2022-2023, 2023-2024
- Supercoppa di Portogallo: 3

Porto: 2020, 2022, 2024
- Coppa di Lega portoghese: 1

Porto: 2022-2023